# دنيس داي
دنيس داي هو فنان فيديو وفنان كندي، ولد في 1960 في غراند فولز وندسور ‏ في كندا.